# Morten Bisgaard
Morten Bisgaard (født 25. juni 1974 i Hadsten) er en dansk tidligere professionel fodboldspiller, der senest spillede for OB. Han har spillet 8 landskampe for Danmark og scoret et enkelt mål mod Island. Han var bl.a. med ved EM i fodbold 2000 i Belgien og Holland. D. 23. juli 2007 blev det offentliggjort at han ville vende tilbage til OB fra Derby County på en toårig kontrakt.
Siden september 2009 har han læst journalistik ved Syddansk Universitet i Odense og arbejder nu som fodboldkommentator på TV 2 SPORT.
Han er søn af Alfred og Lis Bisgaard, som begge var folkeskolelærere på Hadsten Skole, men nu er gået på pension.